# Virginia Patton
Pour les articles homonymes, voir Patton.
Virginia Patton, née Virginia Ann Marie Patton le 25 juin 1925 à Cleveland (Ohio) et morte le 18 août 2022 à Albany (Géorgie), est une actrice américaine.

## Biographie
Virginia Patton est née de Marie (née Cain) et Donald Patton. Elle a été élevée dans la ville natale de son père, Portland (Oregon), où sa famille déménage quand elle est bébé. Elle est l'une des nièces du général George Patton. 
Son baccalauréat en poche, elle déménage à Los Angeles (Californie) où elle étudie à l'Université de Californie du Sud. Dans le même temps, elle passe des auditions pour des rôles d'acteur. Elle collabore à des pièces de théâtre avec le scénariste William C. de Mille puis fait plusieurs apparitions de figurante au cinéma. 
En 1946, elle est choisie pour tourner dans ce qui deviendra un film culte : La vie est belle (It's a Wonderful Life) ; elle y incarne le rôle de Ruth Dakin Bailey, l'épouse du jeune frère de George Bailey, Harry. Bien que le réalisateur Frank Capra ne la connût pas personnellement, elle a lu le rôle devant lui et il lui a alors fait signer un contrat. Elle dira plus tard qu'elle est la seule fille à qui le célèbre réalisateur n'ait jamais fait signer un contrat. Virginia Patton a été la dernière survivante parmi les acteurs adultes qui prirent part au tournage (quelques-uns des acteurs enfants sont toujours en vie).
Après La vie est belle, Virginia Patton n'a tourné que dans quatre autres films, dont un rôle principal dans le western de série B Black Eagle (1948). Elle joue dans The Burning Cross (1947), qui traite du Ku Klux Klan ; le film aura des problèmes avec la censure et sera interdit en Virginie et à Détroit.
En 1949, elle épouse Cruse W. Moss — avec qui elle reste mariée jusqu'à la mort de celui-ci en 2018 — et abandonne le cinéma pour se consacrer à sa famille, résidant dans le Michigan.

## Filmographie
| Année | Titre original             | Titre français               | Rôle                                   | Notes         |
| ----- | -------------------------- | ---------------------------- | -------------------------------------- | ------------- |
| 1943  | Thank Your Lucky Stars     | Remerciez votre bonne étoile | la fille dans le numéro d'Ann Sheridan | non créditée  |
| 1943  | Old Acquaintance           | L'Impossible Amour           | étudiante                              | non créditée  |
| 1944  | Roaring Guns               | inédit en France             | Karen Ferris                           | court-métrage |
| 1944  | Grandfather's Follies      | inédit en France             |                                        | court-métrage |
| 1944  | Janie                      | Janie                        | Carrie Lou                             |               |
| 1944  | The Last Ride              | inédit en France             | Hazel Dale                             | non créditée  |
| 1944  | Hollywood Canteen          | Hollywood Canteen            | Junior Hostess                         | non créditée  |
| 1945  | The Horn Blows at Midnight | The Horn Blows at Midnight   | une fille à la fête                    | non créditée  |
| 1946  | Canyon Passage             | Le Passage du canyon         | Liza Stone / Bartlett                  | non créditée  |
| 1946  | Nobody Lives Forever       | Meurtre au port              | la standardiste                        | non créditée  |
| 1946  | It's a Wonderful Life      | La vie est belle             | Ruth Dakin Bailey                      |               |
| 1947  | The Burning Cross          | inédit en France             | Doris Green                            |               |
| 1947  | A Double Life              | Othello                      | comédienne sur la scène dans Othello   |               |
| 1948  | Black Eagle                | inédit en France             | Ginny Long                             |               |
| 1949  | The Lucky Stiff            | inédit en France             | Millie Dale                            |               |

## Noters et références
1. ↑  (en-US) « Virginia Patton Moss, Last Surviving Adult Cast Member of ‘It’s a Wonderful Life,’ Dies at 97 », sur variety.com, 2022.